# Yosuke Ishibitsu
Yosuke Ishibitsu (Osaka, 23 juli 1983) is een Japans voetballer.

## Carrière
Yosuke Ishibitsu speelde tussen 2006 en 2011 voor Vissel Kobe. Hij tekende in 2012 bij Nagoya Grampus.